# Bei Ling

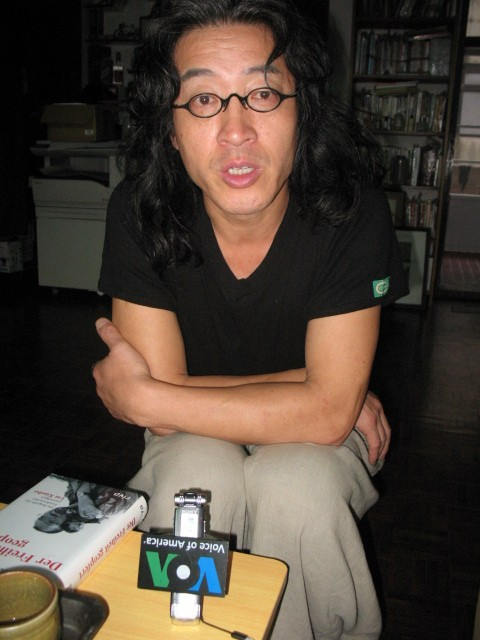
Bei Ling, 2013

Bei Ling (chinesisch 貝嶺, vollständiger Name 黃貝嶺 / 黄贝岭,  Huáng Bèilǐng; * 28. Dezember 1959 in Shanghai) ist ein chinesischer Schriftsteller, Poet, Essayist und Dissident. Er wurde 2000 von chinesischen Sicherheitsbehörden verhaftet, nachdem er zuvor regimekritische Literatur veröffentlicht hatte. Bei Ling wurde jedoch relativ schnell wieder freigelassen, da sich sowohl namhafte Schriftstellerkollegen wie Susan Sontag und Günter Grass als auch die amerikanische Regierung für seine Freilassung starkmachten. Im Jahr 2009 rückte Bei Ling im Rahmen der Frankfurter Buchmesse in das Interesse der deutschen Medien. Dort war es zu einem Konflikt bezüglich seiner Teilnahme an einem Symposium gekommen, zu dessen Teilnehmerkreis auch chinesische Regierungsvertreter gehört hatten.

## Leben
Bei Ling wurde in Shanghai geboren und verbrachte dort vor der Kulturrevolution einige Jahre bei seinen Großeltern. Später holten ihn seine Eltern nach Peking, wo er die Schule und Universität besuchte. Ende 1988 reiste Bei Ling erstmals in die USA, dort lernte er auch Ai Weiwei kennen. Als sich 1989 in China die Studentenbewegung formierte, geriet Bei Ling in einen Gewissenskonflikt: In die Heimat zurückkehren, um sich den Demonstrationen anzuschließen oder im sicheren New York bleiben? Während sich Liu Xiaobo, der spätere Friedensnobelpreisträger, mit dem sich Bei Ling zu jener Zeit ein Apartment teilte, zur Rückkehr entschloss, blieb Bei Ling vorerst in den USA. 1992 gründete er in Boston das Literaturjournal Tendency und unternahm seither massive Anstrengungen, es auch in China zu veröffentlichen. Im August 2000 wurde die 13. Tendency-Ausgabe schließlich in Peking gedruckt, Bei Ling wegen illegaler Publikation verhaftet. Interventionen internationaler Schriftstellerkollegen, allen voran Susan Sontag, und der amerikanischen Regierung führten zwei Wochen darauf zu seiner Freilassung und sofortigen Ausweisung aus China. Seit dem Ende seines Haftaufenthalts in China lebt Bei Ling im ausländischen Exil. Die Vereinigten Staaten und Taiwan wurden in dieser Zeit zu seiner neuen Wahlheimat. Im Jahr 2001 gründete Bei Ling gemeinsam mit Liu Xiaobo den unabhängigen chinesischen PEN-Klub.

## Publikationen
Bei Lings Poesie, Essays und Buchrezensionen wurden unter anderem in der New York Times, Los Angeles Times, Los Angeles Times Book Review und dem Harvard Review veröffentlicht. Er selbst war Begründer und Redakteur der Literaturzeitschrift Tendency, die als Hauptzielgruppe vor allem chinesische Exilanten erreichte. Im Verlag Tendenzen gibt er die Werke internationaler Autoren der Moderne wie Susan Sontag, Václav Havel und Paul Celan in chinesischer Sprache heraus. Seit der Frankfurter Buchmesse 2009 werden seine Essays auch vermehrt in deutscher Übersetzung publiziert. Anlässlich der Verleihung des Friedensnobelpreises 2010 an den inhaftierten Liu Xiaobo veröffentlichte Bei Ling das Buch Der Freiheit geopfert – Die Biografie des Friedensnobelpreisträgers Liu Xiaobo. Im Frühjahr 2012 erscheinen seine Erinnerungen Ausgewiesen. Über China bei Suhrkamp, die Bei Ling im Rahmen der Frankfurter Buchmesse 2011 der Öffentlichkeit vorstellte.

### Bücher
- Ausgewiesen. Über China. Suhrkamp, 2012, ISBN 978-3-518-42300-4.
- Havel: The Complexity of a Simple Man. 《铪維爾︰一個簡單的复雜人》新銳文創出版社, Xin Rui Publishing, Taiwan 2011 (chinesisch).
- Der Freiheit geopfert. Die Biografie des Friedensnobelpreisträgers Liu Xiaobo. Riva, München 2010, ISBN 978-3-86883-134-4.

### Essays
- 81 Tage Haft. Was der chinesische Künstler Ai Weiwei im Gefängnis erlebte. In: Der Spiegel. Nr. 32, 2011 (online).
- Ai Weiwei mit Maulkorb. Wie lange wird er das aushalten? In: Die Presse. (Österr.), 27. Juni 2011.
- Der Auslöser. Warum Ai Weiweis Kunstaktionen provokant und mutig sind. In: Der Tagesspiegel. 26. Juni 2011.
- Weit hinter der chinesischen Firewall. Wird Ai Weiwei Freiheit nur im Exil finden? In: FAZ. Juni 2011.
- Der nackte Bürger Ai Weiwei. In: FAZ. Mai 2011.
- Das ist mein Freund, mein guter Freund Liu Xiaobo. Der neue Friedensnobelpreisträger ist eigenwillig und mutig: Das macht ihn unter uns chinesischen Intellektuellen so wertvoll. In: FAZ. Okt. 2010.
- Keine andere Wahl-Liu Xiaobo 1989 und Heute. In: FAZ. 13. Oktober 2010.
- Mein letzter Blick auf Peking. In: FAZ. 12. Dezember 2009.
- Eklat beim China-Symposium – Es ging doch hier um Literatur, oder? In: FAZ. 18. September 2009.
- Das Verbrechen, Ideen nach China zu bringen. In: Süddeutsche Zeitung. 10. Dezember 2009.
- Under the Aura of Saturn. Erinnerungen an Susan Sontag, Griffith Review, Sommer 2007 (englisch)
- Die Angst vor dem dritten Ohr. In: Süddeutsche Zeitung. Mai 2001.

### Lyrik
- Old Days. Bei Ling Selected Poems 1980–1995. Tendency Inc. (傾向出版), Taiwan, März 2006 (chinesisch-englisch).
- Themes and Variation. Li-Ming Cultural Enterprise Co. (黎明出版), Taiwan, Januar 1994 (chinesisch).
- Today and Tomorrow. Lijiang Publishing House, Guangxi Province, China, März 1988 (chinesisch).